# Równik niebieski

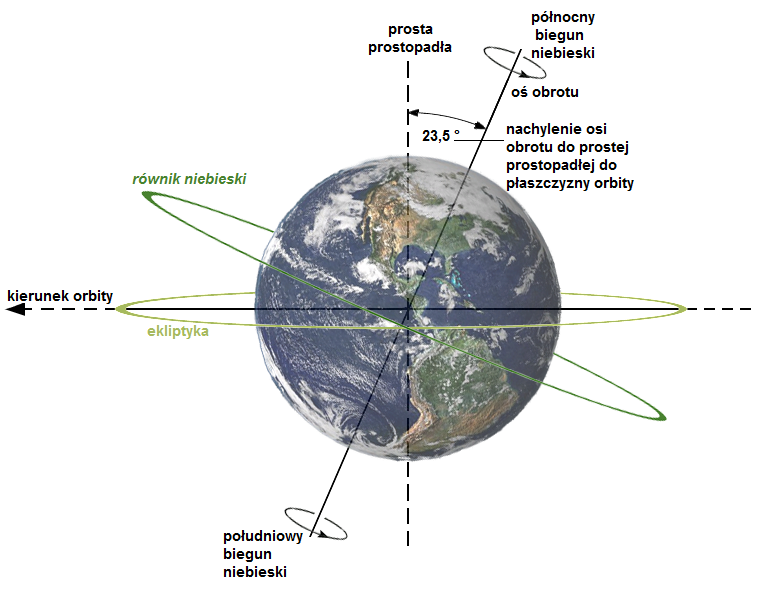
Ziemia i równik niebieski

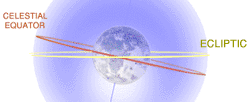
Równik niebieski jest nachylony pod kątem ~23,5° do płaszczyzny ekliptyki

Równik niebieski – okrąg wielki zawarty w płaszczyźnie prostopadłej do osi obrotu sfery niebieskiej. Płaszczyzna ta pokrywa się z płaszczyzną równika ziemskiego. Dzieli sferę niebieską na dwie równe części: północną i południową. W I i II układzie współrzędnych równikowych jest okręgiem podstawy, od której mierzona jest deklinacja ciała niebieskiego.
Ciała niebieskie z okolic równika niebieskiego widać z każdego miejsca na Ziemi, a kulminują w strefie międzyzwrotnikowej. Równik niebieski obejmuje następujące konstelacje:
| - Ryby - Wieloryb - Byk - Erydan - Orion | - Jednorożec - Mały Pies - Hydra - Sekstant - Lew | - Panna - Wąż - Wężownik - Orzeł - Wodnik |

Równik niebieski odgrywał ważną rolę w kalendarzach starożytnych, zwłaszcza kalendarzu hinduskim.